# Крампен
Крампен (швед. Krampenlägret) — шведский лагерь для интернированных советских солдат времён Второй мировой войны. Располагался в Хедском приходе, который ныне входит в состав Шиннскаттебергской коммуны Вестманландского лена.

## История
Во время Второй мировой войны в Швецию бежало большое количество людей из разных стран. Здесь их делили на пять категорий и помещали в специальные лагеря для интернированных, где они содержались согласно их национальной принадлежности. Интернированием военнопленных занимался сначала отдел по иностранным гражданам Управления социального обеспечения (Socialstyrelsens Utlänningsbyrå), а с 1 июля 1944 года Государственная комиссия по иностранным гражданам (Statens utlänningskommission). Шведские власти тесно сотрудничали с советским посольством по вопросам управления лагерями, а в 1943 году было заключено соглашение, согласно которому СССР получал широкие возможности по контролю деятельности подобных лагерей.
Лагерь в Крампене был создан по решению Управления социального обеспечения от 4 ноября 1943 года. Он предназначался для размещения в нём советских военнопленных, бежавших из концентрационных лагерей в Германии, Норвегии и Финляндии. Точная дата, когда началось строительство лагеря, неизвестна. Известно лишь, что в декабре 1943 года шла работа по возведению бараков. В их строительстве принимали участие бывшие советские военнопленные. Формально лагерь находился в подчинении лагерю в Боггоском имении. По желанию советской стороны, его расположили в уединённом месте, что должно было препятствовать его обитателям контактировать с местным населением. Рабочий персонал лагеря, получавший жалование из фондов советского посольства, также должен был ограничивать своё общение с интернированными. Впрочем, судя по всему, ограничения эти не соблюдались, поскольку за время существования лагеря в окрестностях родилось около 30 детей, отцами которых были бывшие русские военнопленные.
Крампен представлял собой рабочий лагерь, средства на существование которого брались из сумм, полученных от производившихся интернированными различных работ, прежде всего в области дорожного строительства и лесозаготовок. Так дороги Хедбюн — Крампторп и Нюккельмоссен — Крампшён строились именно бывшими советскими военнопленными (их строительство было завершено позже безработными шведами). Были также лица, которые работали внутри самого лагеря.
Работа обитателям лагеря оплачивалась. Однако по требованию советской стороны на руки они получали лишь те деньги, которые зарабатывались ими сверх суммы в 90 крон, остальное шло в лагерную кассу. Многие приобретали себе на эти средства велосипеды, часы и костюмы. Интернированные охотно посещали танцы и футбольные матчи, устраивавшиеся в округе. Кроме того, танцы и кинопросмотры организовывались и в лагерном клубе (samlingssalen).
Советское посольство и Комиссия по репатриации, созданная в октябре 1944 года, настаивали, чтобы все находящиеся в Швеции советские граждане как можно быстрее были возвращены в Советский Союз. Такая возможность появилась после заключения в сентябре 1944 года перемирия между СССР и Финляндией. 9 октября после коротких сборов интернированные были отправлены на поезде в Евле. 10 октября из его порта отплыли два первых судна с репатриантами — «Эрнен» и «Варго». На их борту находилось 900 советских граждан, в числе и те, которые размещались в лагере Крампен.
Лагерь продолжал использоваться и после отправки на родину бывших советских военнопленных. В июне 1945 года в Крампен из Фагершё были переведены латвийские беженцы, а осенью того же года румыны и евреи. В ноябре 1945 года лагерь был закрыт. В настоящее время от лагеря сохранились остатки строений. В 10 км от Крампена при дороге лежит природный камень с выцарапанной на нём звездой и надписями «СССР» и «1944». У местного населения он получил название «русского камня».
В 2008 году в Швеции вышла книга Ханса Лундгрена «Krampen: ryssläger i Sverige under andra världskriget» («Крампен: русский лагерь в Швеции во время Второй мировой войны»), посвящённая советским солдатам, находившимся в Крампене.